# Egreshát
Egreshát (ukránul: Вільшинки) település Ukrajnában, Kárpátalján, az Ungvári járásban.

## Fekvése
Perecsenytől északkeletre, Szemerekő, Ungbükkös és Nagyturjaszög közt fekvő település.

## Története
A trianoni béke előtt Ung vármegye Perecsenyi járásához tartozott. Az első világháborút követően a mesterségesen létrehozott Csehszlovákiához csatolták, majd 1938-tól ismét Magyarországhoz tartozott 1944 őszéig, amikor a szovjet csapatok megszállták.
Ennek következtében 1945-ben az Ukrán Szovjet Szocialista Köztársaság, s ezzel együtt a Szovjetunió részévé vált. 1991 óta a független Ukrajna része.

## Népessége
1910-ben 624 lakosából 3 magyar, 621 ruszin volt; ebből 604 görögkatolikus, 20 izraelita volt.